# Chupito

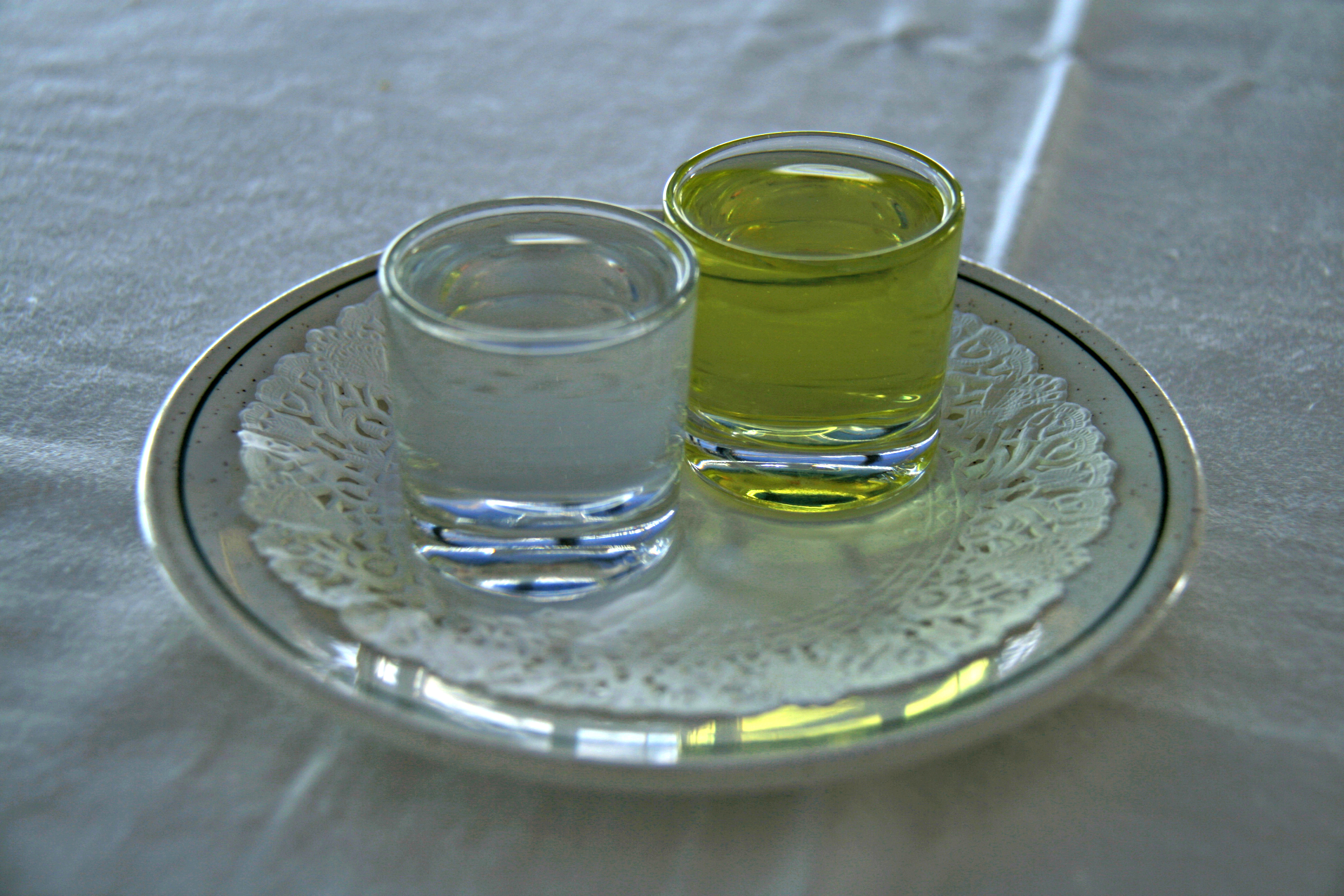
Dos chupitos de aguardiente (el amarillo es el típico orujo de hierbas).

Se denomina chupito a una consumición de pequeño volumen (generalmente de una bebida alcohólica con elevada graduación) que se sirve en vasos pequeños de cristal (de no más de 5 o 6 cm de alto) y que se suele servir en grupos de personas. Se ingiere de un solo trago. Es habitual ser servidos en los postres (tras el almuerzo), tras la comida y en algunos casos son cortesía de los hosteleros.

## Características
Los chupitos suelen ser servidos en pequeños vasitos, su característica se fundamenta en la capacidad de ser ingeridos en uno o dos tragos con relativa facilidad. El volumen suele rondar los 30 mililitros. El contenido líquido suele tener una alta graduación alcohólica y, a veces, requieren de cierto ritual a la hora de tomarlos. Se elaboran de aguardiente o con los mismos ingredientes que un cóctel. En algunos casos es posible elaborar «chupitos de autor» en los que la mezcla de ingredientes es exclusiva, buscando un sabor o experiencia concreta. Es posible la existencia de chupitos de ninguno, o con un bajo contenido alcohólico.

## Tipos
- Los chupitos de un destilado, es decir, los que son básicamente una única bebida alcohólica, como ginebra, ron, tequila, vodka, whisky... Algunos tienen formas particulares de tomarse, como el chupito de tequila, que se toma tras lamer sal de la propia mano y antes de chupar una rodaja de limón.
- Los chupitos bomba (también llamados submarino) son aquellos que se dejan caer en un vaso más grande, como si se «lanzase una bomba». En el vaso grande suele servirse una bebida energizante o cerveza, y se suele llenar hasta la mitad, ya que si está muy lleno salpicaría pero si está poco lleno rompería el vaso. Un chupito bomba famoso es el Jägerbomb, con Jägermeister (un licor de hierbas alemán) y Red Bull.
- Los chupitos digestivos, típicamente se consumen después de la comida del mediodía, supuestamente para «ayudar a la digestión». Ejemplos son el chupito de orujo, de anís, de pacharán, aguardiente o licor de hierbas.
- Los chupitos machacados, también llamados «explosivos», incluyen una parte de vodka, ginebra, tequila, ron... y otra de Sprite o alguna bebida gaseosa. Con la palma de la mano (o un paño) tapando la boca del vaso se da un golpe seco contra la mesa, lo que genera un vacío y una «explosión de burbujas».
- Los chupitos por capas, también llamados pousse-café, como el 4th of July, el B-52, el Irish Flag, el Old Glory o el Slippery Nipple. Esto se consigue gracias a que se usan licores cremosos u otros que tengan diferentes densidades relativas.
- Los chupitos flambeados, que aunque los hay de distintas composiciones, todos tienen en común el hecho de que antes de beberlos se les prende fuego, normalmente con ayuda de una cuchara que contenga una bebida de graduación muy alta. Se beben con pajita mientras la superficie aún está ardiendo. Un ejemplo es el chupito Cucaracha.

Otros chupitos con nombre propio son:
- Blowjob
- Cerebrito
- Cucaracha
- Cua cua
- Don Ximo
- Jägerbomb
- Kamikaze
- Mini Guiness o Baby Guiness

## Entornos
El consumo de chupitos da lugar a diversas competiciones que pueden acabar en borrachera. Uno de los juegos etílicos empleados por los concursantes puede ser el ajedrez etílico en el que se juega una partida de ajedrez o de damas.